# Thiago Motta
Thiago Motta, brazilsko-italijanski nogometaš in trener, * 28. avgust 1982, São Bernardo do Campo, Brazilija.
Motta je osrednji vezni igralec, ki trenutno igra za Paris Saint-Germain ter italijansko reprezentanco, pred tem je bil igral tudi za brazilsko reprezentanco.

## Klubska kariera
Motta je svojo nogometno pot začel leta 1999 pri B ekipi FC Barcelona ter leta 2001 v prvi ekipi tega kluba. Za prvo ekipo je prvič nastopil 3. oktobra 2001 na tekmi proti klubu RCD Mallorca.
V sezoni 2001-02 je Thiago prvič nastopil v Ligi prvakov. Nastopil je na sedmih tekmah in se s klubom uvrstil v polfinale. Kljub dobrim predstavam je bila konkurenca v klubu na njegovem položaju velika, zaradi česar ni dobil stalnega mesta v prvi postavi. V sezoni 2002/03 je v španski ligi za Barcelono nastopil na trinajstih tekmah, Barcelona pa je takrat postala španski podprvak. V isti sezoni je dobro nastopal tudi v pokalu UEFA, ki ga je tisto leto osvojil škotski klub Celtic. Motta je na tekmi proti temu klubu dobil rdeči karton zaradi napada na vratarja Celtica Roberta Douglasa, ki je po incidentu v tunelu prav tako dobil rdeči karton. 
11. septembra 2004 je Motta na tekmi proti Sevilli utrpel hudo poškodbo kolena, zaradi katere je bil operiran ter ni mogel igrati sedem mesecev. Po rehabilitaciji se je v prvo ekipo vrnil šele 17. aprila 2005 na tekmi proti Getafeju, ki jo je Barcelona dobila z 2:0.
Avgusta 2007 je Thiago Motta za 2 milijona evrov prestopil k Atléticu iz Madrida . Sezono je začel z novo poškodbo, po vrnitvi pa je v četrtfinalni tekmi Copa del Rey proti Valencii v 25. minuti dobil rdeči karton. Atlético je tekmo izgubil z 1-0. Po poškodbi Raúl García in odhodu Manicheja, ki je klub zapustil januarja 2008, se je Motta uveljavil v prvi postavi kluba na sredini igrišča. Že marca istega leta pa se mu je ponovila poškodba kolena, zaradi česar je moral na operacijo in rehabilitacijo v ZDA.

## Reprezentančna kariera
Motta je za Brazilijo prvič nastopil na 2003 CONCACAF Gold Cup.